# Polystachya superposita
Espèce
Synonymes
- Dendrorchis superposita (Rchb. f.) Kuntze[1]
- Dendrorkis superposita (Rchb.f.) Kuntze[1]
- Polystachya composita Kraenzl.[1]

Statut de conservation UICN

 EN A1c+2c : En danger
Polystachya superposita Rchb.f. est une espèce de plantes à fleurs de la famille des Orchidaceae et du genre Polystachya, selon la classification phylogénétique. 

## Description
C'est une plante épiphyte.

## Répartition
Elle est originaire de la Guinée équatoriale et introduite au Cameroun. Présente dans l'île de Bioko, on la trouve au Cameroun au Mont Cameroun et au Mont Oku. 